# Afrolongichneumon attenuatus
Afrolongichneumon attenuatus är en stekelart som först beskrevs av Tosquinet 1896.  Afrolongichneumon attenuatus ingår i släktet Afrolongichneumon och familjen brokparasitsteklar. Inga underarter finns listade i Catalogue of Life.